# Prix Louis-Guilloux
Le prix Louis-Guilloux est un prix littéraire français qui a été créé en 1983 par le conseil général des Côtes-d'Armor avec les écrivains Yvon Le Men et Yannick Pelletier (spécialiste de Louis Guilloux).
L’esprit de ce prix est de « [s'inscrire] dans la lignée littéraire » de l’écrivain breton Louis Guilloux. Ce prix est décerné chaque année à une œuvre de langue française ayant une « dimension humaine d’une pensée généreuse, refusant tout manichéisme, tout sacrifice de l’individu au profit d’abstractions idéologiques ».

## Liste des lauréats
| Année | Auteur                   | Œuvre                                                               | Édition                    |
| ----- | ------------------------ | ------------------------------------------------------------------- | -------------------------- |
| 2022  | Olivier Dorchamps        | Fuir l’Eden                                                         | Finitude                   |
| 2021  | Dimitri Rouchon-Borie    | Le Démon de la colline aux loups                                    | Le Tripode                 |
| 2020  | Caroline Laurent         | Rivage de la colère                                                 | Éditions Les Escales       |
| 2019  | Anaïs Llobet             | Des hommes couleurs de ciel                                         | Éditions de L'Observatoire |
| 2018  | Marc-Alexandre Oho Bambe | Diên Biên Phu                                                       | Sabine Wespieser           |
| 2017  | Antoine Choplin          | Quelques jours dans la vie de Tomas Kusar                           | La Fosse aux ours          |
| 2016  | Makenzy Orcel            | L'Ombre animale                                                     | Zulma                      |
| 2015  | Abdourahman Waberi       | La Divine Chanson                                                   | Zulma                      |
| 2014  | Hubert Mingarelli        | L'Homme qui avait soif                                              | Stock                      |
| 2013  | Hubert Haddad            | Le Peintre d'éventail                                               | Zulma                      |
| 2012  | Sylvain Prudhomme        | Là, avait dit Bahi                                                  | L'Arbalète                 |
| 2011  | Frédéric Valabrègue      | Le Candidat                                                         | P.O.L.                     |
| 2010  | Ananda Devi              | Le Sari vert                                                        | Gallimard                  |
| 2009  | Bernard Chambaz          | Yankee                                                              | Panama                     |
| 2008  | Boualem Sansal           | Le Village de l'Allemand ou le Journal des frères Schiller          | Gallimard                  |
| 2007  | Christian Prigent        | Demain je meurs                                                     | P.O.L.                     |
| 2006  | Léonora Miano            | L'Intérieur de la nuit                                              | Plon                       |
| 2005  | Lyonel Trouillot         | Bicentenaire                                                        | Actes Sud                  |
| 2004  | Catherine Lépront        | Des gens du monde                                                   | Seuil                      |
| 2003  | Olivier Rolin            | Tigre en papier                                                     | Seuil                      |
| 2002  | François Bon             | Mécanique                                                           | Verdier                    |
| 2001  | Andrée Chedid            | Le Message                                                          | Flammarion                 |
| 2000  | Jean Rolin               | Campagnes                                                           | Gallimard                  |
| 1999  | Jean Vautrin             | pour l’ensemble de son œuvre                                        |                            |
| 1998  | Marc Trillard            | Coup de lame                                                        | Phébus                     |
| 1997  | Pierre Michon            | La Grande Beune                                                     | Verdier                    |
| 1996  | Hervé Prudon             | Nadine Mouque                                                       | Gallimard                  |
| 1995  | Jorge Semprún            | L'Écriture ou la Vie                                                | Gallimard                  |
| 1994  | Sylvie Germain           | Immensités                                                          | Gallimard                  |
| 1993  | Didier Daeninckx         | Zapping                                                             | Denoël                     |
| 1992  | Alain Dugrand            | Le Quatorzième Zouave                                               | L’Olivier                  |
| 1991  | Nicolas Bouvier          | Journal d'Aran et d'autres lieux                                    | Payot                      |
| 1990  | Philippe Le Guillou      | La Rumeur du soleil                                                 | Gallimard                  |
| 1989  | Philippe Hadengue        | Petite Chronique des gens de nuit dans un port de l'Atlantique Nord | Pauvert                    |
| 1988  | André Hodeir             | Le Joueur de violon                                                 | Seuil                      |
| 1987  | Gilles Lapouge           | La Bataille de Wagram                                               | Flammarion                 |
| 1985  | Jean David               | Bonsoir, Marie-Josèphe                                              | Jean Picollec              |
| 1983  | Jean-Claude Bourlès      | Chronique du bel été                                                | Jean Picollec              |